# Kronplatz I+II
De Kronplatz 1+2 is een kabelbaan in Italië en is eigendom van het bedrijf Kronplatz AG.
De Kronplatz 1+2 ligt in de skiregio Kronplatz bij het plaatsje Reisach waar het dalstation ligt. De kabelbaan loopt naar de Kronplatz (Italiaans: Plan de Corones), waar men van alle kanten de berg kan af skiën. De Kronplatz 1+2 loopt parallel naast de Kronplatz 2000. De gondelbaan heeft ook een tussenstation die met een knik is uitgevoerd. In totaal kan de gondelbaan maximaal 2250 personen per uur vervoeren.
De gondelbaan is in 2003 gereed gekomen en is gebouwd door de firma Leitner Ropeways.
Alpen I+II
· Arndt
· Belvedere
· Col Toron
· Costa
· Gipfelbahn
· Korer
· Kronplatz 2000
· Kronplatz I+II
· Lorenzi
· Marchner
· Miara
· Olang I+II
· Pedaga
· Piculin
· Piz de Plaies
· Plateau
· Pre da Peres
· Rara
· Ruis
· Skitrans Bronta
· Sonnenlift